# Chan Siu Kwan
Chan Siu Kwan (en chino tradicional, 陳肇鈞; Yale cantonés, Chàn Siuhgwān; Hong Kong, 1 de agosto de 1992) es un futbolista de Hong Kong que juega en la posición de centrocampista con el Tai Po FC de la Liga Premier de Hong Kong.

## Carrera

### Club
| Periodo   | Club                            |
| --------- | ------------------------------- |
| 2011-2012 | Sham Shui Po SA                 |
| 2012-2013 | Yokohoma FC Hong Kong           |
| 2013–2017 | South China AA                  |
| 2017–2018 | Eastern AA                      |
| 2018      | → Southern District FC (cedido) |
| 2018–2019 | Tai Po FC                       |
| 2019–2021 | Southern District FC            |
| 2021      | Hong Kong Rangers FC            |
| 2021–2022 | Kitchee SC                      |
| 2023      | Resources Capital FC            |
| 2023-     | Tai Po FC                       |

### Selección nacional
Jugó cuatro partidos y anotó dos goles con la selección sub23 en los Juegos Asiáticos de 2014. Debutó con Hong Kong el 11 de junio de 2019 en un partido amistoso ante China Taipéi y su primer gol internacional lo anotó exactamente tres años después en una victoria por 3-0 ante Camboya en Calcuta por la Clasificación para la Copa Asiática 2023.
El 26 de diciembre de 2023 Chan fue convocado para jugar la Copa Asiática 2023. Anotó el primer gol de la Copa Asiática 2023 el 14 de enero de 2024 en la derrota por 1–3 ante Emiratos Árabes Unidos, el cual fue el gol 1000 en la historia de la Copa Asiática.

## Logros

### Club
- Hong Kong Premier League: 2018–19

### Individual
- Futbolista joven del año de Hong Kong: 2014–15
- Futbolista del año de Hong Kong: 2023–24
- Futbolista favorito del año de Hong Kong: 2023–24
- Mejor futbolista de la Liga Premier de Hong Kong: 2023–24